# Coelioxys capensis
Coelioxys capensis är en biart som beskrevs av Smith 1854. Coelioxys capensis ingår i släktet kägelbin, och familjen buksamlarbin. Inga underarter finns listade i Catalogue of Life.